# La-5 (航空機)
La-5
La-5F
- 用途：戦闘機
- 分類：陸上戦闘機
- 設計者：ラヴォーチキン設計局
- 製造者：第21工場、第31工場、第99工場、第381工場
- 運用者： ソビエト連邦（労農赤軍）他
- 初飛行：1941年12月
- 生産数：9,920機
- 退役：1945年
- 運用状況：退役
- 原型機：LaGG-3
- 派生型：La-7

La-5（ラヴォーチキン5、Ла-5）は第二次世界大戦時ソ連のラヴォーチキン設計局が開発した単発単葉の戦闘機である。独ソ戦中盤に労農赤軍の主力戦闘機を務めた。

## 概要
Yak-1等のソ連製の新世代戦闘機は全て液冷エンジンを搭載していたが、これは当局の方針という訳では無く、たまたま開発時のエンジン事情による物であった。しかし1941年夏になると優秀な空冷エンジン供給の目途がたったので、全ての新型戦闘機に空冷エンジンを搭載した改造型の製作が命令され、LaGG-3にも改造が指示された。勿論エンジンの挿げ替えは容易では無く、取り付け部の改造だけではなく重心や推力中心、補機類の取付け位置など相当厄介な問題がでてくる。しかしラボーチキンはこれを1941年12月には解決し、試験飛行にこぎつけている。その結果は満足いくもので、速度、上昇力共に大幅な改善が見られたのである。しかしLaGG-3の悪癖が全て改善された訳ではなく、離着陸性能は相変わらず悪く事故が頻発し、航続距離も短く増槽もあったがフェリーにしか使えなかった。この為スターリンがラボーチキンを呼びつけ直々に改善をせまったという。
La-5の最初の実戦部隊は翌年6月に編成されスターリングラード攻防戦に投入された。そこでその性能をいかんなく発揮した。低空での機動性はこれまでの全ての機体を凌いでおり、操縦には機敏に反応し失速からの回復も容易で、低速でのループやインメルマンターンも可能であった。1943年の中頃には改良型のLa-5FNが配備され、クルスク会戦で大きな戦果を上げた。
La-5の生産は1944年末に終了し、総生産数は9,920機である。後継機としてはLa-7が生産された。

## 各種形式
La-5
最初の生産型。シュベツォフ ASh-82(1,330馬力)搭載。
La-5F
発動機をシュベツォフ ASh-82F(1,700馬力)に換装。最高速度が高度6,200mで590km/hと10km/h向上している。
La-5FN
発動機をシュベツォフ ASh-82FN(ASh-82Fのガソリン直噴型)に換装。Bf109G-2と遜色ない性能になった。
La-5UTI
複座の練習機型。

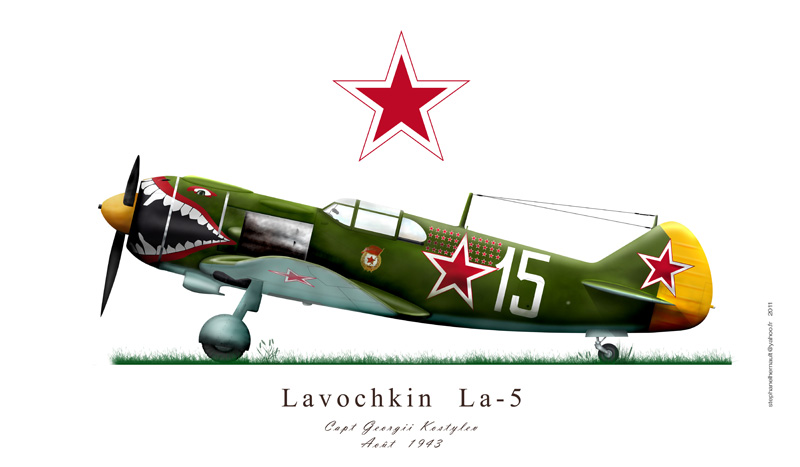
La-5
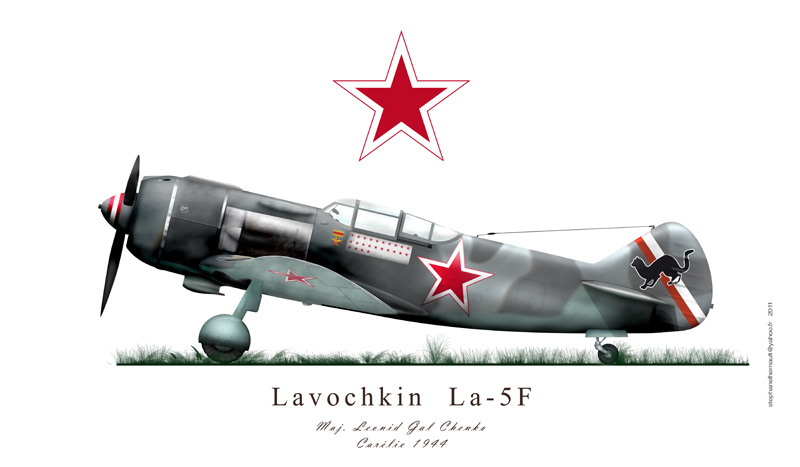
La-5F
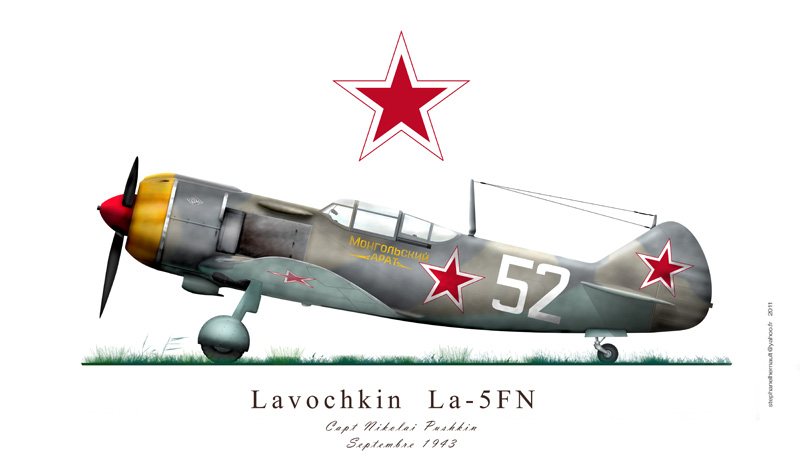
La-5FN

## 主要諸元
La-5FN

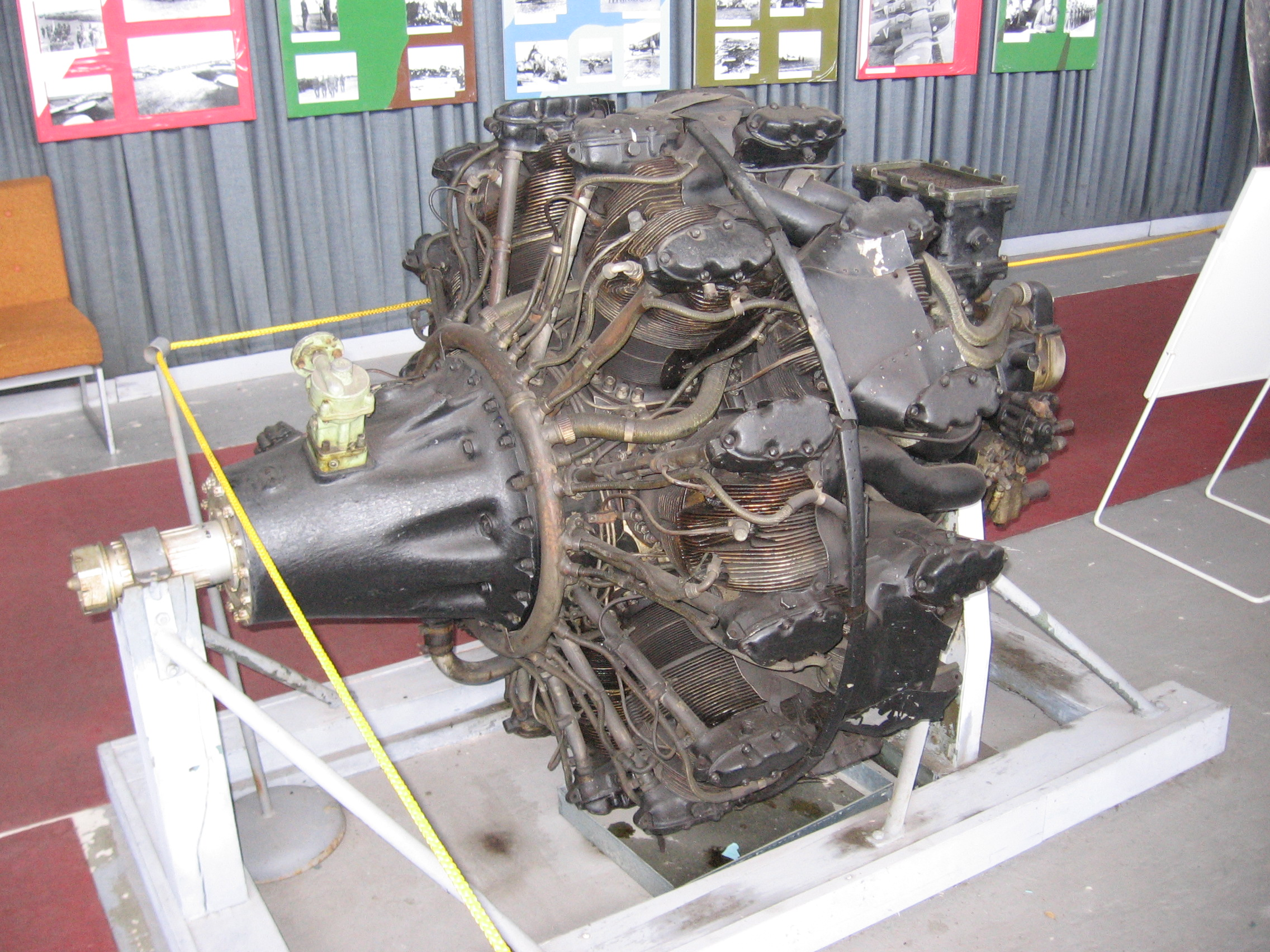
シュベツォフ ASh-82

- 発動機：シュベツォフ ASh-82FN[1]空冷複列星型14気筒1,700馬力
- 最大速度：648km/h[1]
- 航続距離：765km
- 全高：2.54m
- 全幅：9.80m[1]
- 全長：8.67m[1]
- 自重：2,605kg
- 全備重量：3,402kg
- 実用上昇限度：11,000m
- 武装：ShVAK 20mm機関砲×2
- 爆弾：200 kgまでの爆弾（両翼下、片翼最大100 kg）

## 運用国
- ソビエト連邦
- チェコスロバキア
- ドイツ（鹵獲機）
- ポーランド: ポーランド空軍がLa-5FNを装備するかの検討のため、1945年に1機を受け取ったもの。[2]。最終的にYak-9Pが選ばれ不採用に終わった。